# Teillet-Argenty
 Teillet-Argenty  là một xã ở tỉnh Allier thuộc miền trung nước Pháp.